# Atakpamé
Atakpamé bylo založeno lidmi kmene Joruba a je pátým největším městem Toga podle počtu obyvatel (84979 v roce 2006). Město leží v oblasti Plateaux v Togo. Je průmyslovým centrem a leží na hlavní severojižní dálnici, 161 km severně od hlavního města Lomé. Je také obchodním centrem regionu v oblasti výroby a oděvnictví.

## Doprava
Město je obsluhováno nádražím na hlavní severní trati Tožské železnice.

## Vláda
Město bylo administrativním centrem Německého Togolandu.

## Historie
V roce 1914 během první světové války byla britsko-francouzská kampaň v Togo zaměřena na zajetí nebo zničení významné německé radiové stanice v Kamině v blízkosti Atakpamé. Spojenci se obávali, že by byli němečtí nájezdníci pomocí stanice schopni udržovat kontakt s Berlínem. Krátká akce začala 6. srpna 1914 a 24. srpna byli Němci donuceni stanici zničit předtím, než se 26. srpna vzdali Spojencům.